# Соту (Санта-Марія-да-Фейра)
Соту (порт. Souto; МФА: [ˈso.tu]) — парафія в Португалії, у муніципалітеті Санта-Марія-да-Фейра. Розташована в західній частині країни, на теренах історичної португальської провінції Бейра. Входить до складу округу Авейру. За адміністративним поділом, чинним до 1976 року, терени парафії були складовою провінції Берегове Дору. Належить до Авейрівської діоцезії Католицької церкви. Патрон — святий Михаїл. Площа — 10,3374 км². Населення — 4696 ос. (2011). Середньо урбанізований регіон. Густота населення — 454,27 осіб/км²
. Код — 010928.

## Географія

Санта-Марія-да-Фейра (2013)
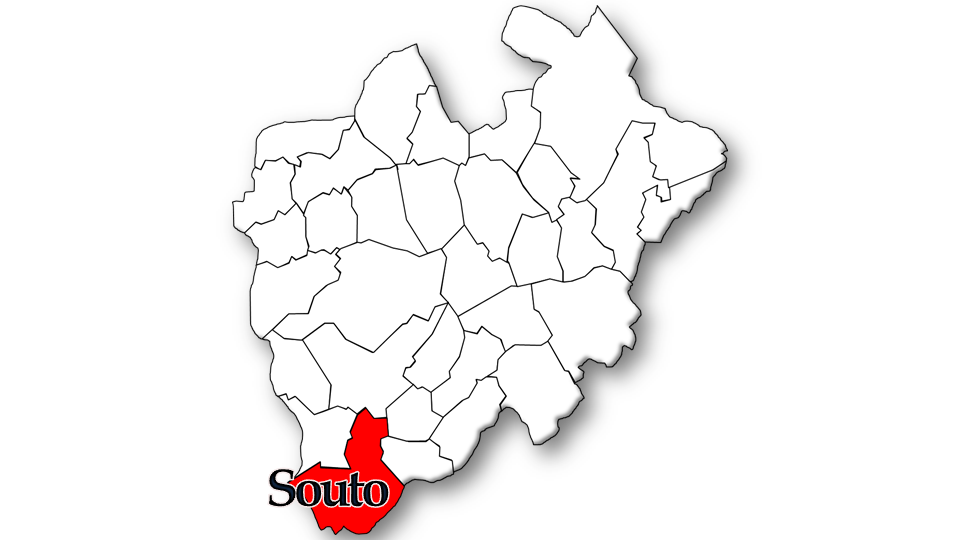
Соту

## Населення
| Кількість мешканців | Кількість мешканців | Кількість мешканців | Кількість мешканців | Кількість мешканців | Кількість мешканців | Кількість мешканців | Кількість мешканців | Кількість мешканців | Кількість мешканців | Кількість мешканців | Кількість мешканців | Кількість мешканців | Кількість мешканців | Кількість мешканців |
| ------------------- | ------------------- | ------------------- | ------------------- | ------------------- | ------------------- | ------------------- | ------------------- | ------------------- | ------------------- | ------------------- | ------------------- | ------------------- | ------------------- | ------------------- |
| 1864                | 1878                | 1890                | 1900                | 1911                | 1920                | 1930                | 1940                | 1950                | 1960                | 1970                | 1981                | 1991                | 2001                | 2011                |
| 1 748               | 1 765               | 1 837               | 2 033               | 2 359               | 2 254               | 2 649               | 2 928               | 3 322               | 3 445               | 3 513               | 3 706               | 4 608               | 4 835               | 4 696               |